# 賈偃
賈 偃（か えん、生年不明 - 紀元前273年）は、中国戦国時代の趙に仕えた将軍。

## 経歴

### 華陽の戦い
紀元前275年から紀元前273年、秦の昭襄王が魏冄・白起・公孫胡昜に命じて魏・趙を攻めると、一度は秦と講和したものの、後に魏・趙で合従して韓の華陽の地でこれを迎え撃ったが大敗、魏軍は13万の兵の首を打たれ、3名の将軍が捕虜となり、賈偃が率いる趙軍2万の兵は黄河に沈められた。魏の司令官であった芒卯も敗走し、その後の行方は知られていない。
秦軍は勝利に乗じて魏の巻（現在の河南省原陽県の北西の原興街道）・蔡陽（現在の湖北省棗陽市の南西）・長社（現在の河南省長葛市の東）と趙の観津（現在の河北省武邑県の東の審坡鎮）を取った。魏は南陽（太行山より南で黄河より北の地域）を割譲して和を求めた（華陽の戦い）。